# Смит (округ, Канзас)
Смит (англ. Smith County) — округ в штате Канзас, США. Официально образован в 1872 году. По состоянию на 2010 год, численность населения составляла 3 853 человека.

## География
По данным Бюро переписи США, общая площадь округа равняется 2 322,015 км2, из которых 2 319,166 км2 суша и 2,849 км2 или 0,122 % это водоёмы.

## Население
По данным переписи населения 2000 года в округе проживает 4 536 жителей в составе 1 953 домашних хозяйств и 1 322 семей. Плотность населения составляет 2,00 человека на км2. На территории округа насчитывается 2 326 жилых строений, при плотности застройки около 1,00-го строений на км2. Расовый состав населения: белые — 98,79 %, афроамериканцы — 0,11 %, коренные американцы (индейцы) — 0,24 %, азиаты — 0,04 %, гавайцы — 0,11 %, представители других рас — 0,22 %, представители двух или более рас — 0,49 %. Испаноязычные составляли 0,73 % населения независимо от расы.
В составе 25,60 % из общего числа домашних хозяйств проживают дети в возрасте до 18 лет, 60,60 % домашних хозяйств представляют собой супружеские пары проживающие вместе, 4,70 % домашних хозяйств представляют собой одиноких женщин без супруга, 32,30 % домашних хозяйств не имеют отношения к семьям, 30,20 % домашних хозяйств состоят из одного человека, 18,60 % домашних хозяйств состоят из престарелых (65 лет и старше), проживающих в одиночестве. Средний размер домашнего хозяйства составляет 2,27 человека, и средний размер семьи 2,78 человека.
Возрастной состав округа: 21,70 % моложе 18 лет, 4,70 % от 18 до 24, 22,10 % от 25 до 44, 23,60 % от 45 до 64 и 23,60 % от 65 и старше. Средний возраст жителя округа 46 лет. На каждые 100 женщин приходится 92,70 мужчин. На каждые 100 женщин старше 18 лет приходится 90,40 мужчин.
Средний доход на домохозяйство в округе составлял 28 486 USD, на семью — 36 951 USD. Среднестатистический заработок мужчины был 25 089 USD против 18 608 USD для женщины. Доход на душу населения составлял 14 983 USD. Около 8,80 % семей и 10,70 % общего населения находились ниже черты бедности, в том числе — 12,80 % молодёжи (тех, кому ещё не исполнилось 18 лет) и 9,50 % тех, кому было уже больше 65 лет.